# Werner Kuhn
Werner Kuhn (ur. 19 maja 1955 w Zingst) – niemiecki polityk i inżynier, były poseł do Bundestagu, deputowany do Parlamentu Europejskiego VII i VIII kadencji.

## Życiorys
Ukończył studia inżynierskie w zakresie technologii morskiej na Uniwersytecie w Rostocku. W latach 1989–1990 pracował w przemyśle stoczniowym. Po zjednoczeniu Niemiec zaangażował się w działalność Unii Chrześcijańsko-Demokratycznej. Od 1990 do 1992 był burmistrzem swojego rodzinnego miasta, a do 1994 radnym Ribnitz-Damgarten. W latach 1994–1998 i ponownie w okresie 2001–2005 zasiadał w Bundestagu. W 2006 został wybrany w skład landtagu Meklemburgii-Pomorza Przedniego.
W wyborach w 2009 z listy CDU uzyskał mandat posła do Parlamentu Europejskiego VII kadencji. Przystąpił do grupy Europejskiej Partii Ludowej, wszedł w skład Komisji Transportu i Turystyki. W 2014 z powodzeniem ubiegał się o europarlamentarną reelekcję.